# نويفا إسبارتا
نويفا إسبارتا (بالإسبانية: Nueva Esparta)‏ هي ولاية في فنزويلا، تتبع فنزويلا، بلغ عدد سكانها 426٬337 نسمة، في 2005، عاصمتها لا أسونسيون، تبلغ مساحتها 1٬150 كيلومتر مربع.

## أصل التسمية
يأتي اسم نويفا إسبارتا ("أسبرطة الجديدة") من البطولة التي أظهرها سكانها خلال حرب الاستقلال الفنزويلية، والتي اعتبرت مشابهة لتلك التي قام بها الجنود الأسبرطيين في اليونان القديمة.

## أعلام
- إدغار مونيوز
- كارلوس ماتا ماتا فيغيروا